# De glömda själarnas ö
De glömda själarnas ö (originaltitel: De fortabte sjæles ø) är en dansk äventyrsfilm från år 2007. Filmen regisserades av Nikolaj Arcel, som även skrev filmens manus tillsammans med Rasmus Heisterberg.

## Handling
Lulu ska flytta till en ny stad tillsammans med sin mamma och lillebror Sylvester. De hamnar i den lilla hamnstaden Broby, som Lulu anser vara en väldigt tråkig stad där det aldrig händer något spännande.
Lulu älskar allt som har med magi och övernaturliga fenomen att göra. Hennes högsta önskan är att det bara en enda gång kunde hända något som visar att magi och andar inte bara finns i fantasins och sagornas värld. Hon vill uppleva ett spännande äventyr.
Men snart inser Lulu att man ska vara försiktig med vad man önskar sig. Hennes lillebror har blivit besatt av en gammal ande! Hennes mamma tror henne inte när hon berättar det, och det finns bara två personer som kan hjälpa henne - den jämnåriga pojken Oliver och uppfinnaren Richard! Tillsammans hamnar de mitt i en kamp mot klockan och mörka krafter som kan avslöja vilka fasansfulla hemligheter som finns på den lilla ön!

## Om filmen
Filmen spelades in i Danmark, Sverige och Tyskland. När det gäller specialeffekterna, så är De glömda själarnas ö filmen som innehåller flest specialeffekter i nordisk filmhistoria. Filmen innehåller totalt 630 specialeffekter, som utgör ungefär 35 minuter av filmen. De glömda själarnas ö innehåller mer specialeffekter än Jurassic Park.

## Rollista i urval
- Sara Langebæk Gaarmann - Lulu
- Lucas Munk Billing - Sylvester
- Lasse Borg - Oliver
- Nicolaj Kopernikus - Richard
- Lars Mikkelsen - Necromancer
- Beate Bille - Linea
- Frank Thiel Alexander